# Scincella reevesii
Espèce
Synonymes
- Tiliqua reevesii Gray, 1838
- Lygosoma nigropunctatum Bocourt, 1878
- Lygosoma kakhiensis Boulenger, 1887
- Leiolopisma eunice Cochran, 1927
- Leiolopisma smithi Cochran, 1941
- Leiolopisma pootipongi Taylor, 1962
- Scincella eunice (Cochran, 1927)
- Scincella eunicis (Cochran, 1927)
- Scincella pootipongi (Taylor, 1962)

Scincella reevesii est une espèce de sauriens de la famille des Scincidae.

## Répartition
Cette espèce se rencontre :
- en Corée ;
- en République populaire de Chine dans les provinces du Guangxi, du Guangdong et du Hainan, ainsi qu'à Hong Kong ;

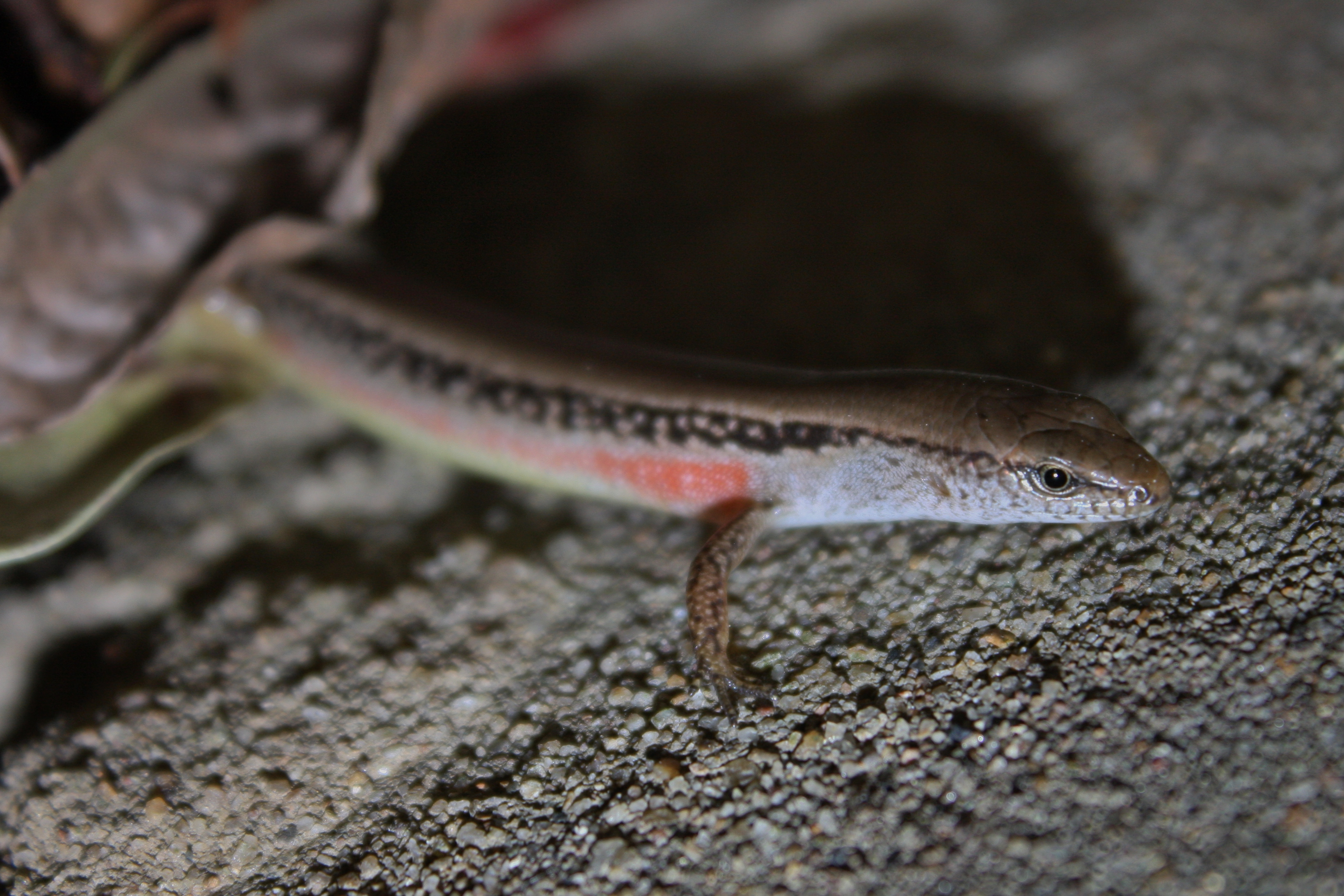

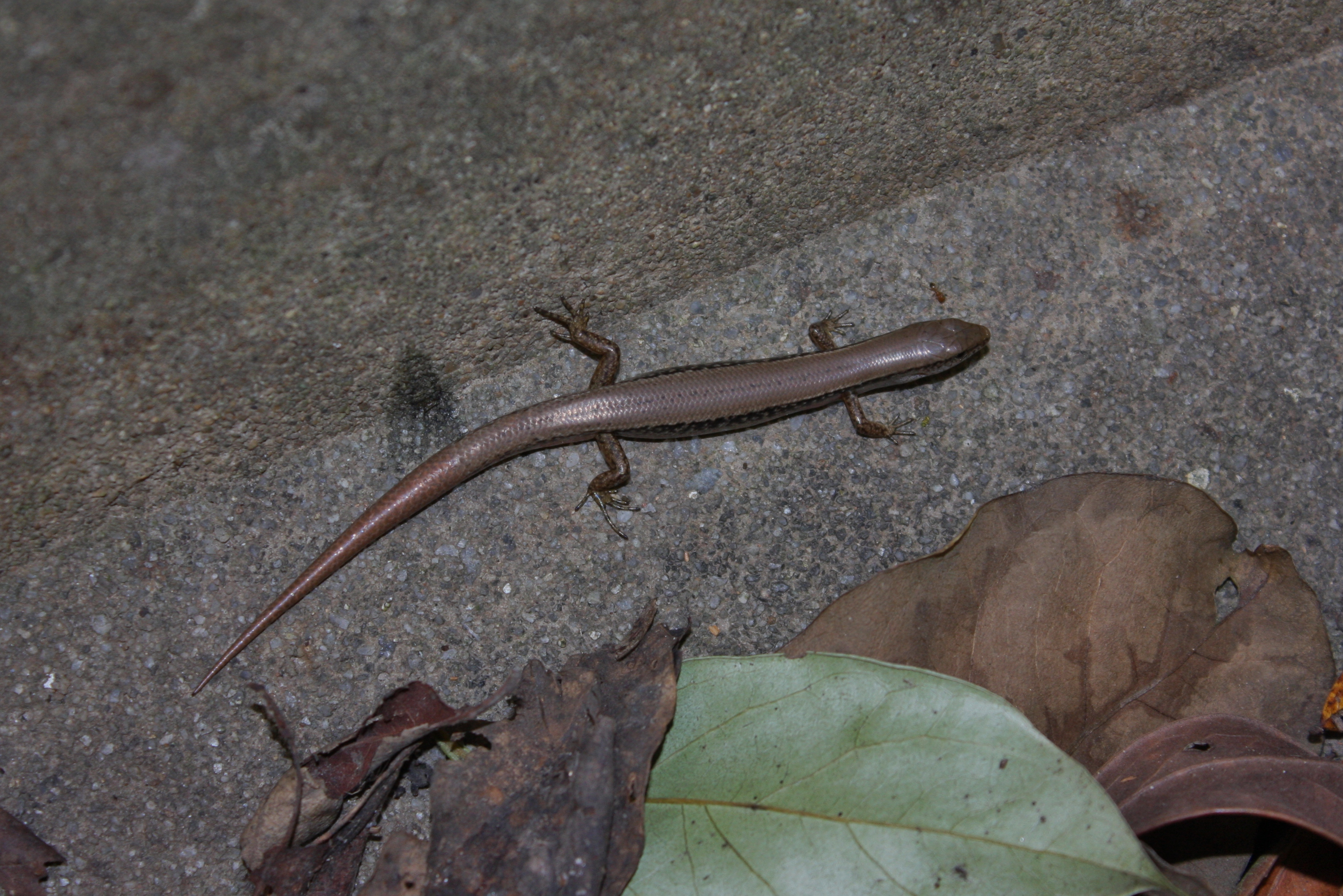

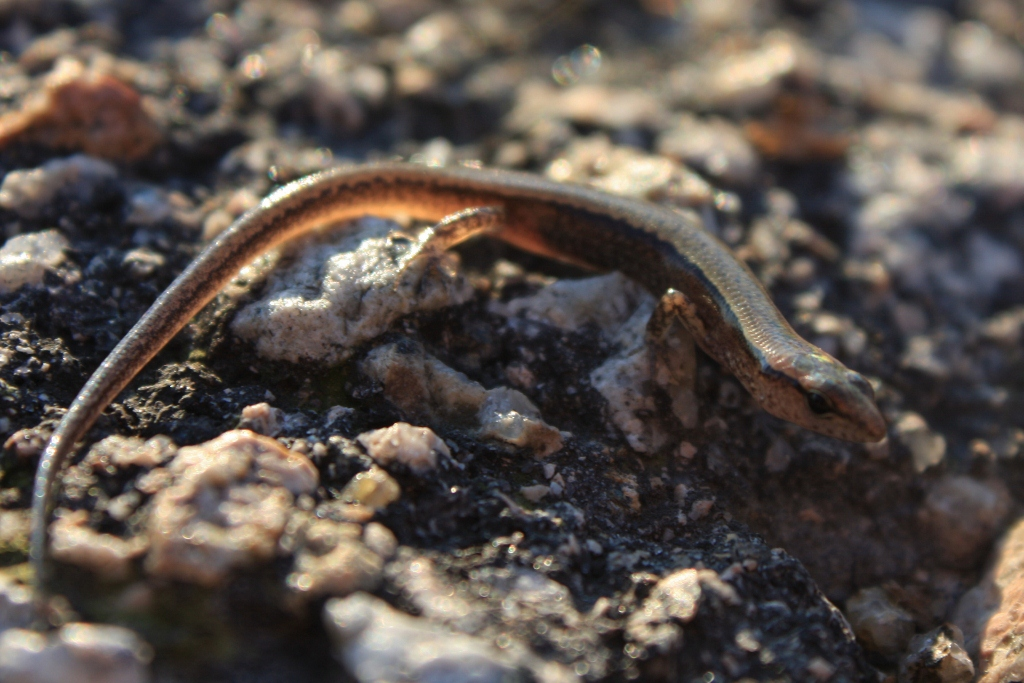
juvénile

- au Viêt Nam ;
- au Cambodge ;
- en Thaïlande ;
- en Birmanie ;
- en Malaisie péninsulaire ;
- en Inde.

## Étymologie
Cette espèce est nommée en l'honneur de John Reeves (1774-1856).

## Publication originale
- Say in James, 1823 : Account of an expedition from Pittsburgh to the Rocky Mountains, performed in the years 1819 and '20 : by order of the Hon. J.C. Calhoun, sec'y of war: under the command of Major Stephen H. Long. From the notes of Major Long, Mr. T. Say, and other gentlemen of the exploring party, vol. 2, p. 1-356 (texte intégral).